# Pyrroloquinoléine quinone
La pyrroloquinoléine quinone, abrégée en PQQ, parfois appelée méthoxanine, est un cofacteur utilisé par certaines enzymes d'oxydoréduction, les autres cofacteurs d'oxydoréductases étant essentiellement le NAD+, le NADPH+H+, la FAD et la FMN. On trouve notamment la PQQ dans l'alcool déshydrogénase (EC 1.1.1.1) et la méthanol déshydrogénase (EC 1.1.1.244), ainsi que dans la glucose déshydrogénase quinoprotéine (EC 1.1.5.2) utilisée pour détecter la présence de glucose.
La PQQ stimule la croissance des bactéries et possède des effets antioxydants et neuroprotecteurs. Une carence en PQQ chez la souris provoque diverses anomalies physiologiques, et cette molécule pourrait jouer un rôle nutritif significatif chez la plupart des autres mammifères. Une enzyme telle que la L-aminoadipate semialdéhyde déshydrogénase (AASDH, EC 1.2.1.31) pourrait également utiliser la PQQ comme cofacteur, de sorte que la PQQ pourrait être en fait une vitamine chez les mammifères, bien qu'il soit encore trop tôt pour conclure définitivement en ce sens.
La PQQ stimule également la croissance des concombres et des tomates en culture hors-sol et expliquerait pourquoi la présence de Pseudomonas fluorescens stimule la croissance végétale.

## Propriétés antioxydantes
Cette molécule est étudiée pour ses effets bénéfiques sur les mitochondries — les organites où se déroule la respiration cellulaire à travers la chaîne respiratoire  — notamment ses effets promoteurs de croissance de nouvelles mitochondries dans les cellules âgées et d'expression des gènes gouvernant la reproduction, la protection et la régénération des mitochondries, ainsi que ses effets protecteurs contre le stress oxydant par les dérivés réactifs de l'oxygène.
La PQQ est sensiblement plus efficace que les autres antioxydants biologiques — 30 à 5 000 fois plus efficace que l'acide ascorbique (vitamine C) selon une étude réalisée en 2000 par une équipe de l'Université de Californie à Davis — du fait de sa grande stabilité moléculaire, qui lui permet de réaliser des milliers de transferts d'électrons avant d'être détruite, contrairement aux autres antioxydants biologiques, notamment en neutralisant les radicaux superoxyde O2•– et hydroxyle HO•, deux causes majeures de dysfonctionnements mitochondriaux,.

## Sources alimentaires de PQQ
Les fruits et légumes présentent des teneurs en PQQ de l'ordre de 0,001 mg / 100 g.